# Prigorie de munte
Prigoria de munte (Merops oreobates) este o pasăre din familia prigoriilor Meropidae. Este originară în principal din pădurile montane din Riftul Albertine și din pădurile montane din Africa de Est.

## Descriere
Specia măsoară 22 de centimetri în lungime și cântărește 17-38 de grame. Masculul și femela au penajul asemănător. Capul, părțile superioare și coada sunt de un verde aprins; bărbia și gâtul sunt galbene și conturate cu negru, cu o prelungire albă pe lateral; pieptul este de culoare scorțișoară-maronie, întunecându-se spre burtă. Coada este negricioasă, cu baza portocalie și vârful alb când este văzută din față, în timp ce din spate este în principal verde, cu margini negre vizibile când este evazată. Această pasăre se deosebește de prigoria mică, oarecum asemănătoare, prin coloritul mai închis la culoare, petele albe de pe obraz și habitatul de munte în care se găsește.

## Comportament
Această pasăre trăiește în regiunile montane, de obicei între 1.800 și 2.300 de metri și poate fi găsită asociată cu dealuri împădurite și margini de pădure, plantații și grădini. Dieta sa constă în principal din albine, deși mănâncă și molii, fluturi, libelule, gândaci și alte insecte zburătoare. Pare a fi o specie adaptabilă și capabilă să suporte pierderea habitatului său forestier.

## Galerie

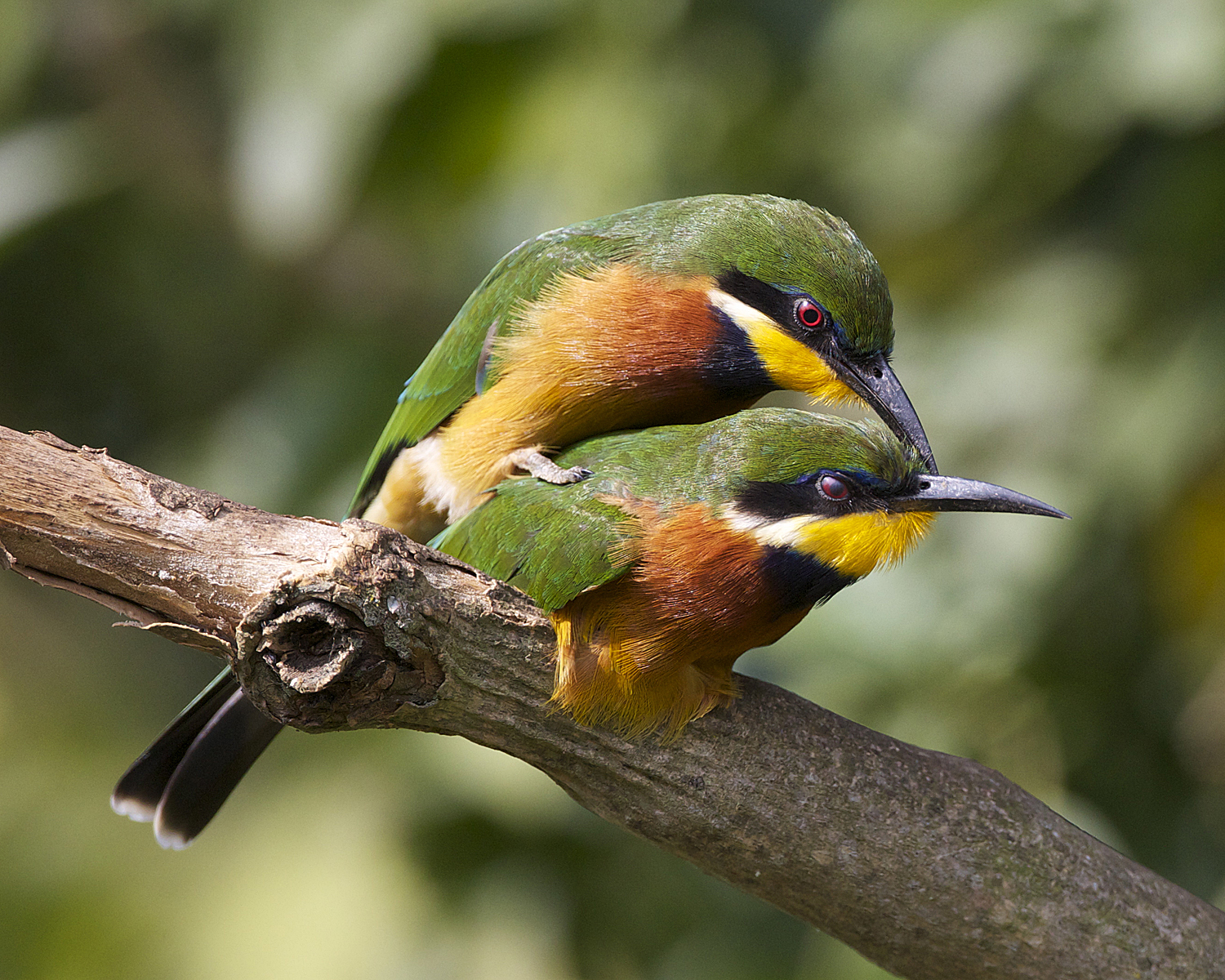
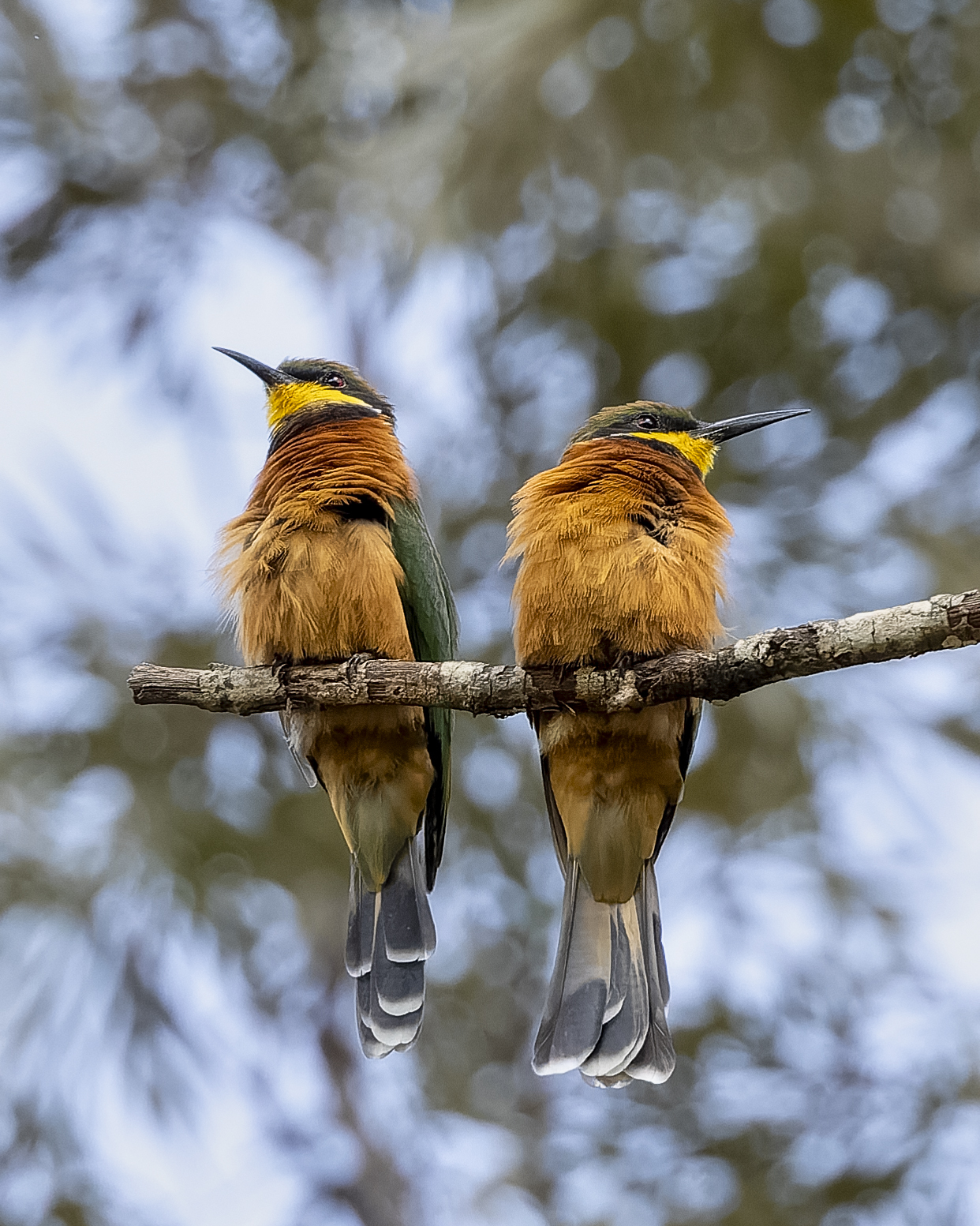
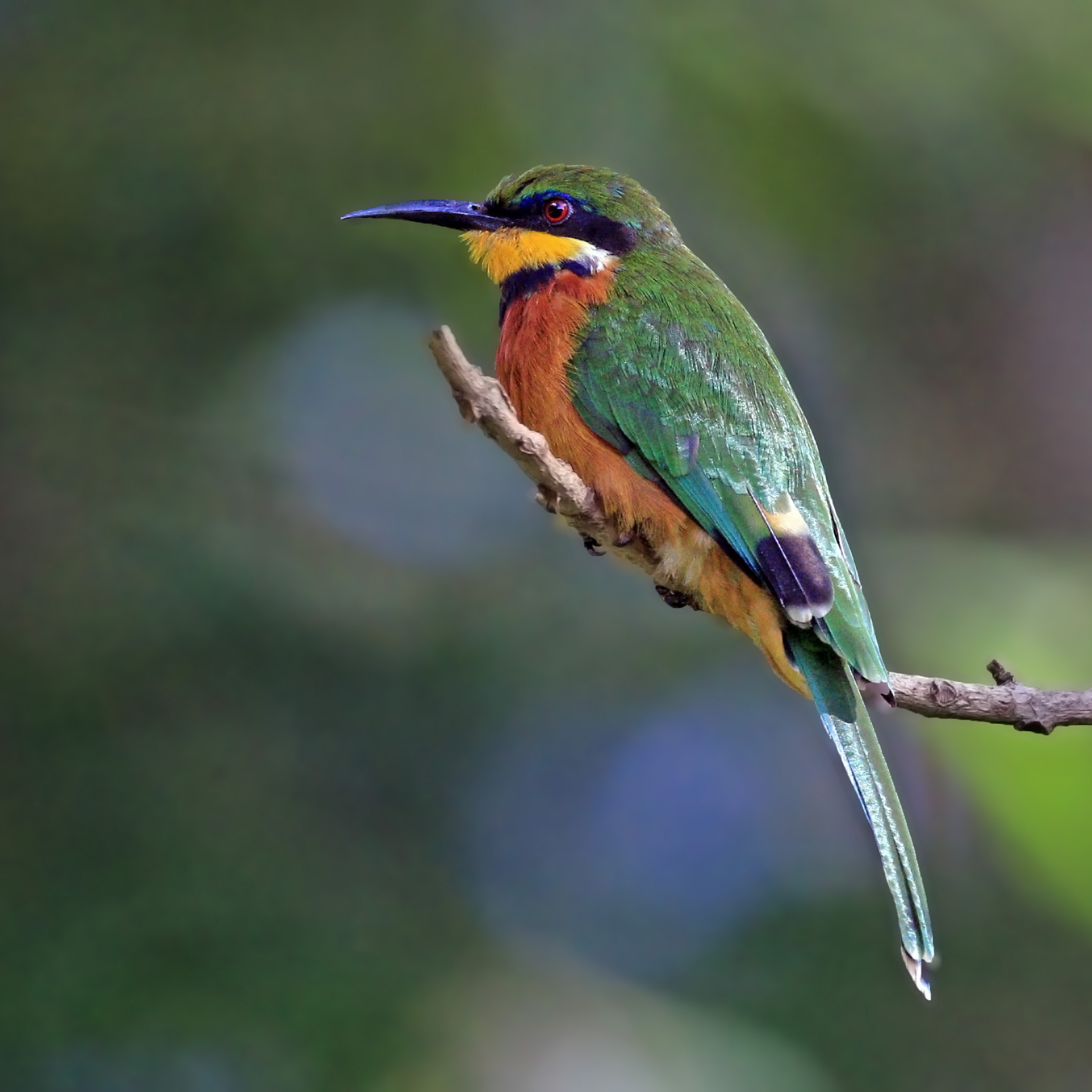
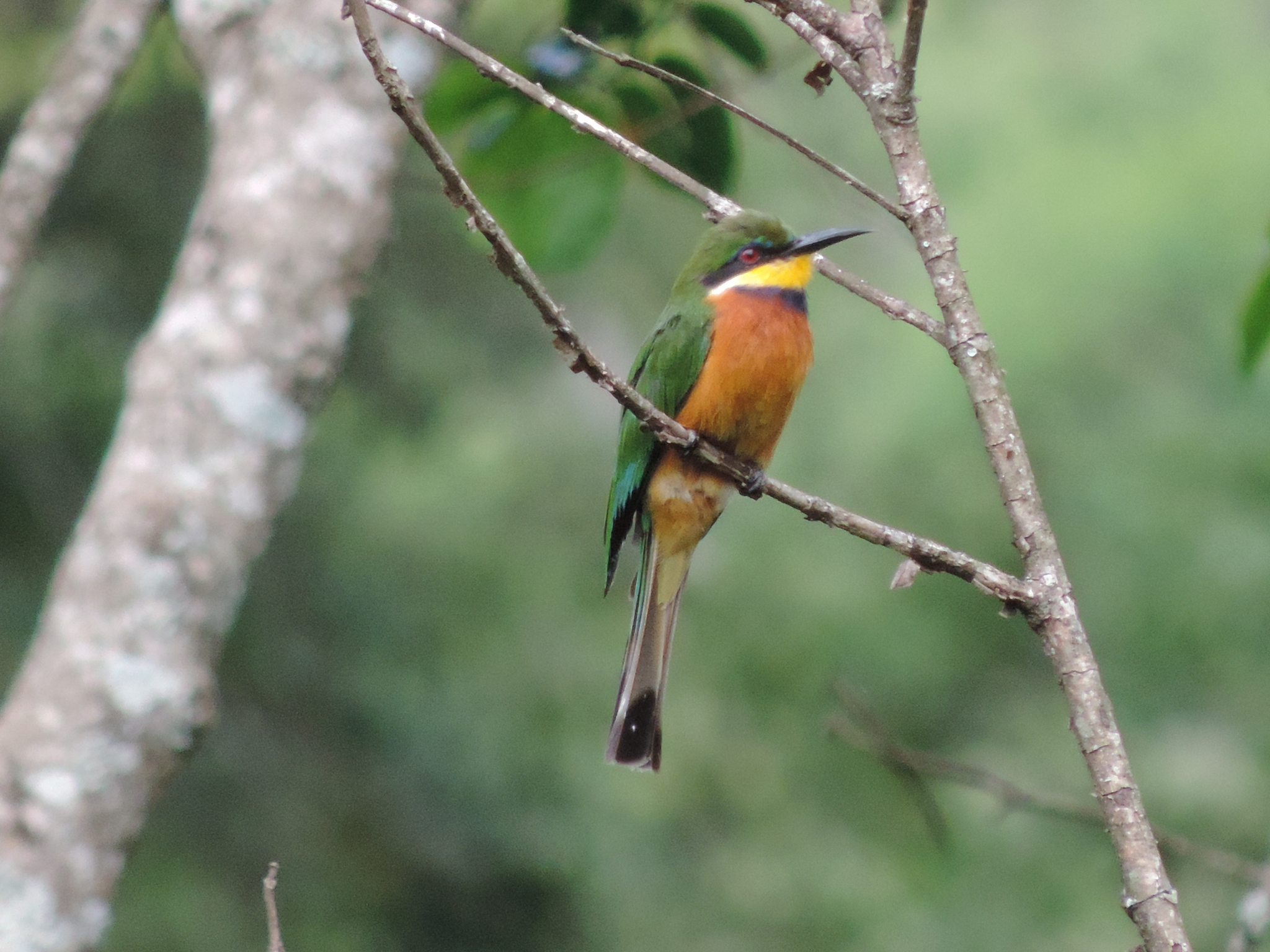